# Campagne (restaurant)
Campagne is een restaurant in Kilkenny, Ierland. Het restaurant is sinds 2014 in het bezit van een Michelinster.
Chef-kok Gareth Byrne, eerder werkzaam bij Chapter One, opende het restaurant in 2008.

## Onderscheidingen
- Michelinster 2014-heden
- Georgina Campbell's Restaurant of the Year Award: 2010.[5]